# 福斯湖
福斯湖（英語：Fox Lake）是美國明尼蘇達州馬丁縣一個非建制地區，其海拔約為380米（1250英尺）。當地於1899年正式標注在官方地圖內，而其名稱則是源自旁邊的湖泊福斯湖。